# Mycena pura
Mycena pura es un hongo venenoso del orden Agaricales, que habita en grupos en los bosques de frondosas y coníferas y bordes de caminos entre el verano y el otoño. La toxicidad de esta seta es de origen muscarínico y su ingestión tiene aparejados graves trastornos gastrointestinales, psicológicos y nerviosos.
De entre sus características cabe destacar que dicho hongo desprende un fuerte olor rafanoideo característico. Posee un sombrero poco carnoso de con colores que pueden variar del violáceo al rosa violáceo; de unos 2 a 6 cm de diámetro acampanulado convexo. Sus láminas pueden ser anexas o adnatas de color blanquecino, o rosa. El pie varía entre los 3-6 cm de altura y los 0.3-0.7 cm de diámetro, estrechándose en el ápice y ensanchándose en la base y de consistencia fibriloso-escamoso. Sus esporas son blanquecinas, lisas y elípticas de un tamaño aproximado de entre 6-8 x 3,5-4 μm. 5

## Galería

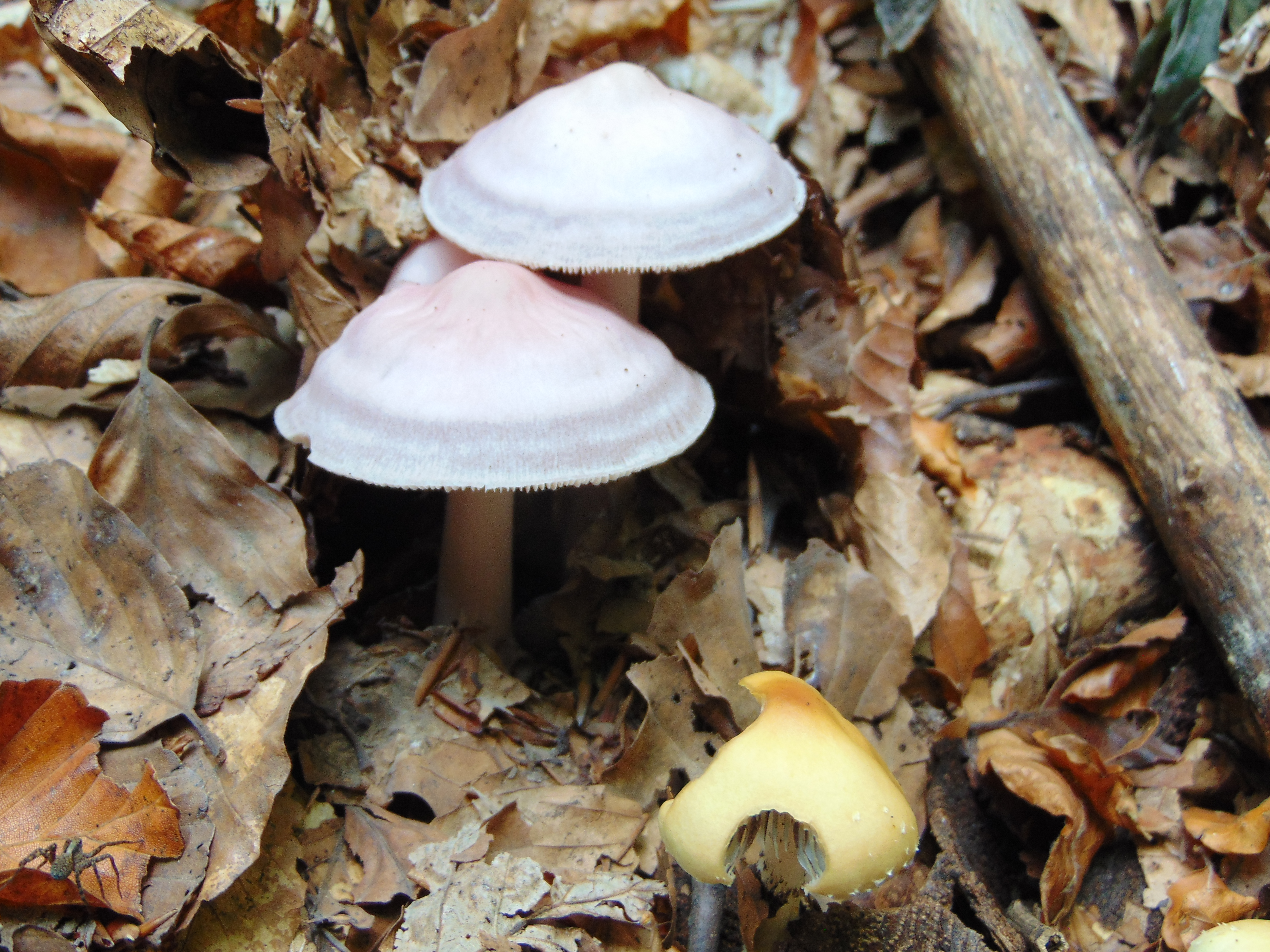
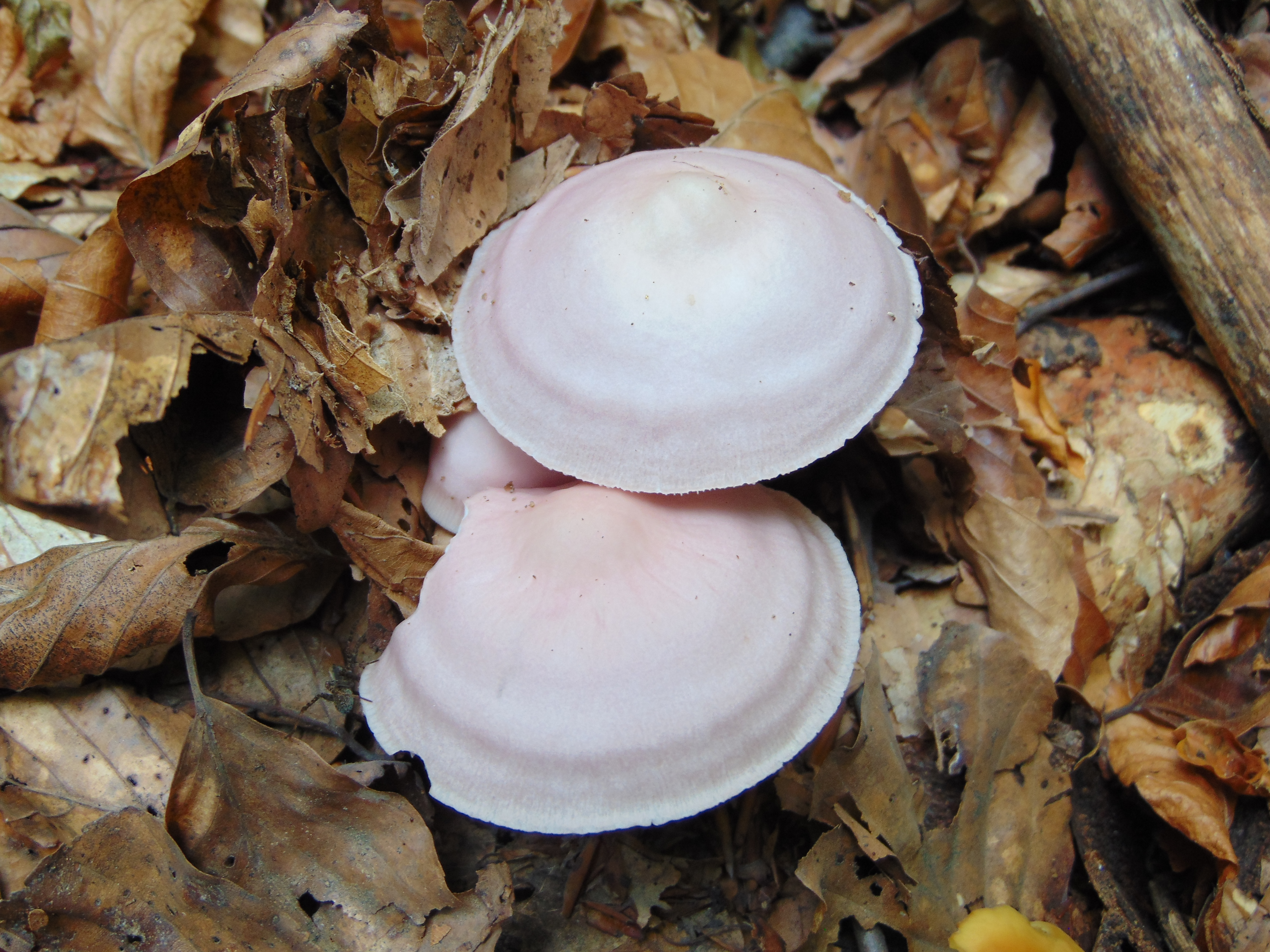
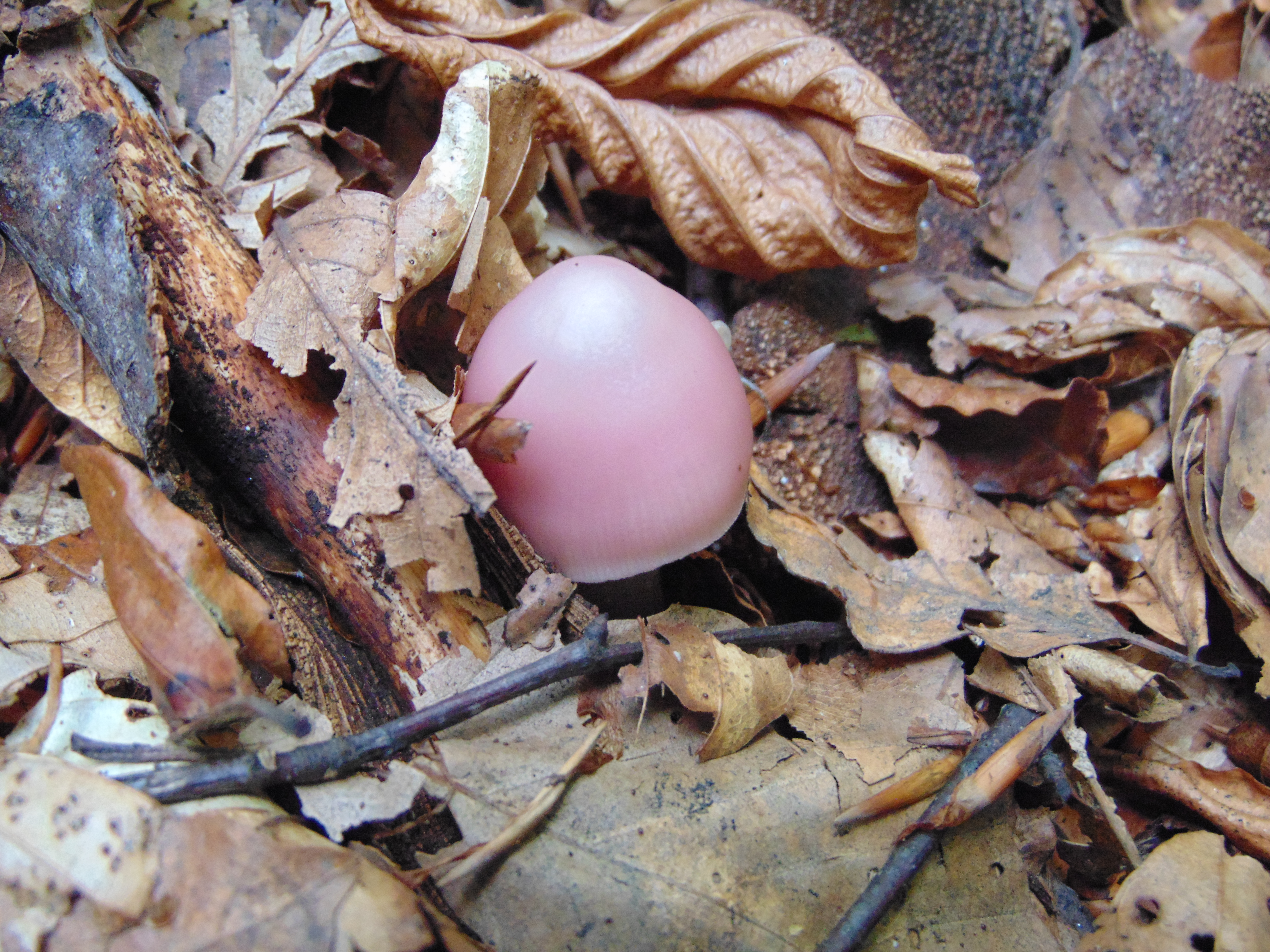
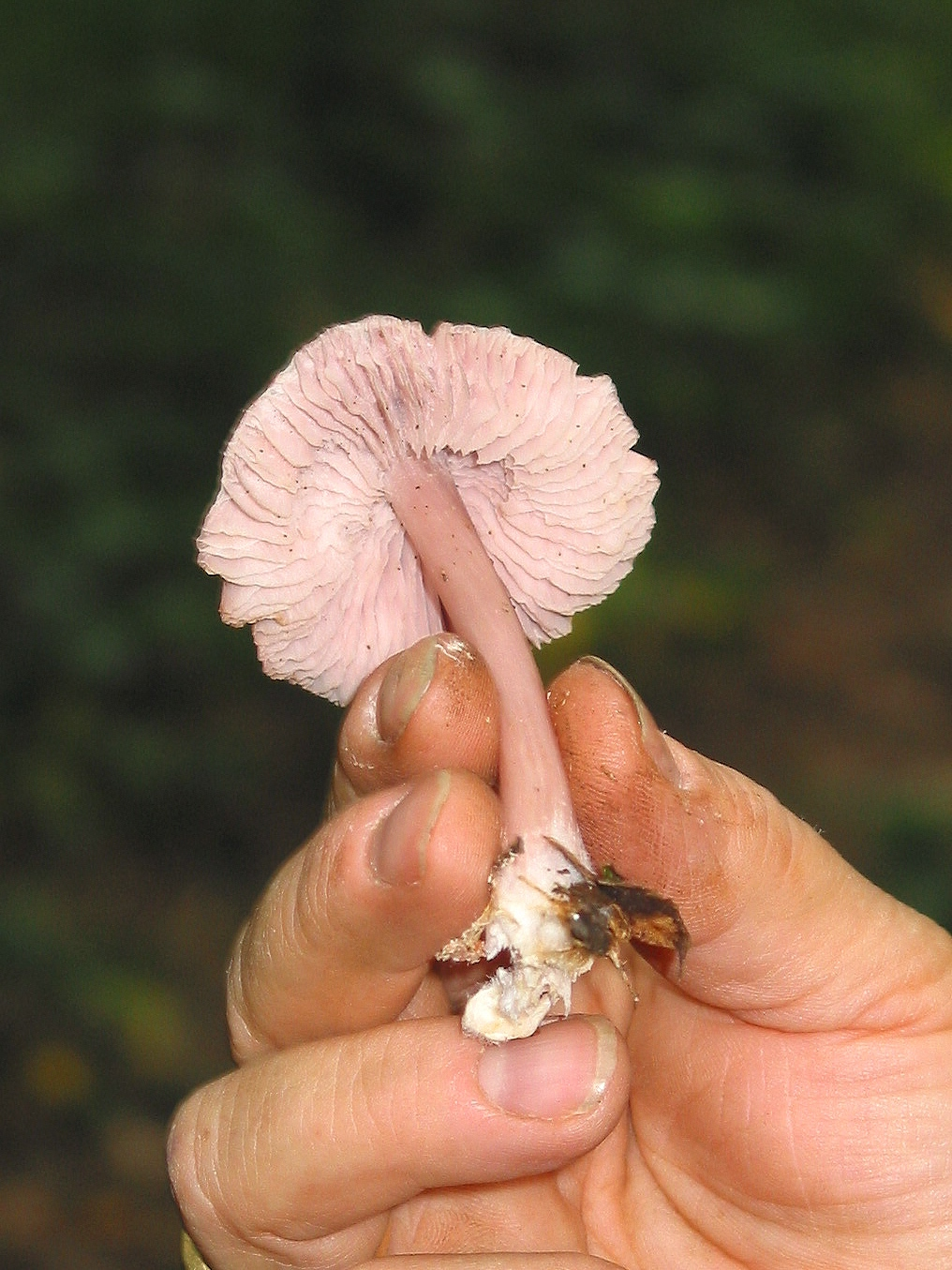
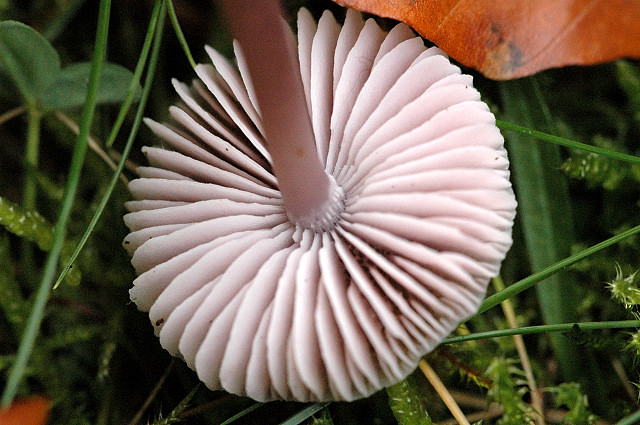